# كليو مور
كليو مور (بالإنجليزية: Cleo Moore)‏ هي عارضة وممثلة أمريكية، ولدت في 31 أكتوبر 1924 في الولايات المتحدة، وتوفيت بنفس المكان في 28 أكتوبر 1973 بسبب نوبة قلبية. بدأت مشوارها المهني سنة 1948.

## وصلات خارجية
- كليو مور على موقع IMDb (الإنجليزية)
- كليو مور على موقع أول موفي (الإنجليزية)
- كليو مور على موقع قاعدة بيانات الأفلام السويدية (السويدية)
- كليو مور على موقع إن إن دي بي (الإنجليزية)
- كليو مور على موقع قاعدة بيانات الفيلم (الإنجليزية)